# Åarjel-saemiej skuvle

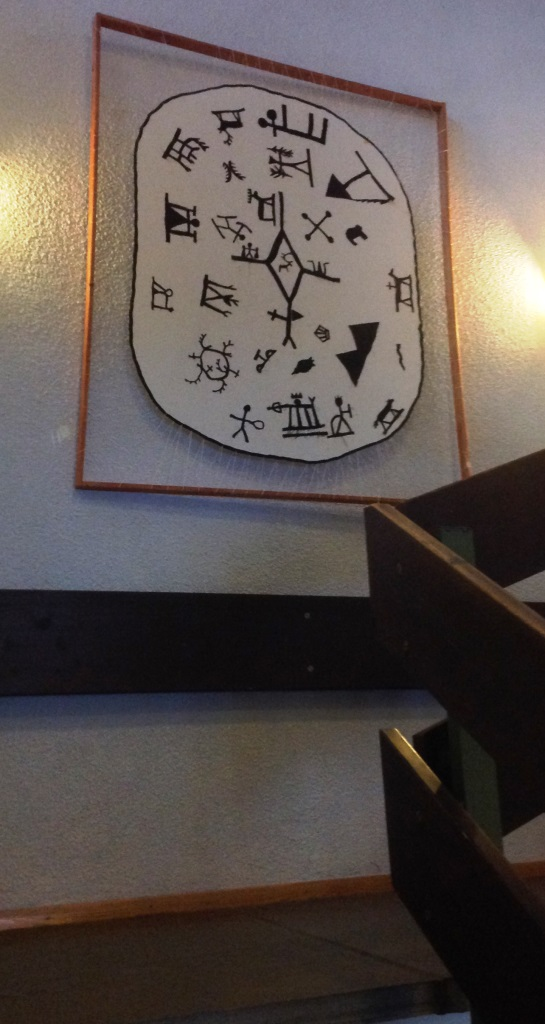
Tavla över figurer på trumskinn

Åarjel-saemiej skuvle (sydsamiska för Sydsamernas skola) är en grundskola med internat i Snåsa i Trøndelag i Norge. Den ger undervisning i och på sydsamiska för elever först och främst från Nord-Trøndelag, men också från andra ställen i Norge och från Sverige. Skolan driver utbildning på grundskolenivå efter den samiska läroplanen, för eleverna på de sju första klasserna. I skolan finns också det sydsamiska daghemmet Suaja Maanagïerte. Skolan bedriver även lägerskola för språk- och kulturkunskap för samiska barn som har sin ordinarie skolgång i norskspråkig skola. 
Skolan grundades 1968. Gaske-Nøørjen Saemienskovle i Hattfjelldal hade dessförinnan, sedan 1951, varit den enda skola som gett undervisning på sydsamiska. De första åren låg undervisningen i Vinje skola, och 1977 togs en egen skolbyggnad i bruk. Ella Holm Bull var den första rektorn.
Hösten 2019 hade skolan 17 elever i två klassrum:  klass 1-4 i ett och klass 5-7 i ett.